# Jennifer Dore
Jennifer Dore, nach Heirat Jennifer Terhaar (* 19. Dezember 1968 in Montclair, New Jersey) ist eine ehemalige US-amerikanische Ruderin.  
Jennifer Dore besuchte die Kearny High School und begann dort mit dem Rudersport. Ihre erste internationale Medaille gewann die 1,88 m große Athletin bei den Weltmeisterschaften 1993, als sie mit dem amerikanischen Achter hinter den Rumäninnen den zweiten Platz belegte. Im Jahr darauf erkämpfte der Achter Silber hinter dem deutschen Großboot bei den Weltmeisterschaften in Indianapolis. Bei den Weltmeisterschaften 1995 in Tampere gewann der amerikanische Achter den Titel. Im Jahr darauf bei den Olympischen Spielen in Atlanta belegte Jennifer Dore mit dem US-Achter den vierten Platz. Nach einem neunten Platz im Doppelvierer bei den Weltmeisterschaften 1997 gewann Dore bei den Weltmeisterschaften 1998 Silber mit dem amerikanischen Achter. Bei den Weltmeisterschaften 1999 trat Dore wieder im Doppelvierer an und belegte den vierten Platz. Bei ihrer zweiten Olympiateilnahme 2000 in Sydney belegte Jennifer Dore mit dem Doppelvierer den fünften Platz. Nach zwei Jahren Pause, in denen sie den Rudertrainer Tom Terhaar geheiratet hatte, kehrte sie 2003 noch einmal zurück. Nach zwei Achter-Siegen im Ruder-Weltcup belegte der US-Achter den fünften Platz bei den Weltmeisterschaften 2003.